# 歴史家の一覧
歴史家の一覧では歴史家・歴史学者の一覧を提供する。明治以降の日本の歴史学者は姓の五十音順で、近代以降の西洋の歴史学者は姓のABC順で記載する。

## 日本の歴史家の一覧

### 明治以前
- 舎人親王（とねりしんのう、天武天皇4年（676年） - 天平7年（735年）、『日本書紀』の選者）
- 新井白石（あらい はくせき、1657年 - 1725年、『読史余論』『古史通』などの著者）
- 北畠親房（きたばたけ ちかふさ、1293年 - 1354年、『神皇正統記』の著者）
- 慈円（じえん、1155年 - 1225年、『愚管抄』の著者）
- 頼山陽（らい さんよう、1781年ころ - 1832年、『日本外史』の著者）

### 明治・大正生まれ

#### 日本史
- 青木和夫（あおき かずお、1926年 - 2009年、日本古代史）
- 赤松俊秀（あかまつ としひで、1907年 - 1979年、日本中世史）
- 朝河貫一（あさかわ かんいち、1873年 - 1948年、比較法制史）
- 家永三郎（いえなが さぶろう、1913年 - 2002年、日本思想史）
- 石母田正（いしもだ しょう、1912年 - 1986年、日本中世史）
- 板沢武雄（いたざわ たけお、1895年 - 1962年、日本近世史・日蘭貿易史）
- 井上清（いのうえ きよし、1913年 - 2001年、日本史）
- 井上光貞（いのうえ みつさだ、1917年 - 1983年、日本古代史）
- 今井清一（いまい せいいち、1924年 - 、日本近代史）
- 今泉忠義（いまいずみ ただよし、1900年 - 1976年、日本語史・日本語発達史）
- 岩井忠熊（いわい ただくま、1922年 - 、日本近代史）
- 岩生成一（いわお せいいち、1900年 - 1988年、日本近世史）
- 遠藤嘉基（えんどう よしもと、1905年 - 1992年、日本語史）
- 大久保利謙（おおくぼ としあき、1900年 - 1995年、日本近代史）
- 岡田希雄（おかだ きゆう、1898年 - 1943年、日本辞書史）
- 尾崎知光（おざき さとあきら、1924年 - 、日本語学史）
- 加治木義博（かじき よしひろ、1923年 - 、日本語史）
- 亀井孝（かめい たかし、1912年 - 1995年、日本語史）
- 久米邦武（くめ くにたけ、1839年 - 1931年、日本古代史・日本古文書学）
- 黒板勝美（くろいた かつみ、1874年 - 1946年、日本古代史・日本古文書学）
- 黒田俊雄（くろだ としお、1926年 - 1993年、日本中世史）
- 桑田忠親（くわた ただちか、1902年 - 1987年、日本中世史）
- 児玉幸多（こだま こうた、1909年 - 2007年、日本近世史）
- 斎木一馬（さいき かずま、1909年 - 1988年、日本史・古記録学）
- 坂本太郎（さかもと たろう、1901年 - 1987年、日本古代史）
- 佐藤昌介（さとう しょうすけ、1918年 - 1997年、近世洋学史）
- 佐藤進一（さとう しんいち、1916年 - 、日本中世史）
- 佐藤三郎（さとう さぶろう、1912年 - 2006年、日中関係史）
- 重野安繹（しげの やすつぐ、1827年 - 1910年、『大日本編年史』『皇朝世鑑』編纂）
- 下村冨士男（しもむら ふじお、1907年 - 1970年、日本近世史、日本外交史）
- 鈴木理生（すずき まさお、1926年 - 、都市史）
- 関晃（せき あきら、1919年 - 1996年、日本古代史）
- 高倉新一郎（たかくら しんいちろう、1902年 - 1990年、日本史・アイヌ文化史）
- 高柳光寿（たかやなぎ みつとし、1892年 - 1969年、日本中世史）
- 瀧川政次郎（たきがわ まさじろう、1897年 - 1992年、日本古代史・法制史）
- 田口卯吉（たぐち うきち、1855年 - 1905年、日本経済史）
- 竹内理三（たけうち りぞう、1907年 - 1997年、日本古代史・日本中世史）
- 竹越与三郎（たけこし よさぶろう、1865年 - 1950年、『二千五百年史』の著者）
- 田々宮英太郎（たたみや えいたろう、1909年 - 2004年、日本現代史）
- 田中卓（たなか たかし、1923年 - 、日本古代史・法制史）
- 辻善之助（つじ ぜんのすけ、1877年 - 1955年、日本仏教史）
- 津田左右吉（つだ そうきち、1873年 - 1961年、日本古代史）
- 土田直鎮（つちだ なおしげ、1924年 - 1993年、日本古代史）
- 角田文衞（つのだ ぶんえい、1913年 - 2008年、日本古代史・考古学）
- 土井忠生（どい ただお、1900年 - 1995年、日本語史）
- 遠山茂樹（とおやま しげき、1914年 - 2011年、日本近代史）
- 時枝誠記（ときえだ もとき、1900年 - 1967年、日本語学史）
- 徳富蘇峰（とくとみ そほう、1863年 - 1957年、『近世日本国民史』著者）
- 直木孝次郎（なおき こうじろう、1919年 - 、日本古代史）
- 永原慶二（ながはら けいじ、1922年 - 2004年、日本中世経済史）
- 中村吉治（なかむら きちじ、1905年 - 1986年、日本社会史・農民史）
- 服部之総（はっとり しそう、1901年 - 1953年、日本経済史）
- 林屋辰三郎（はやしや たつさぶろう、1916年 - 1998年、日本中世史）
- 平泉澄（ひらいずみ きよし、1895年 - 1984年、日本中世史・日本思想史）
- 藤原彰（ふじわら あきら、1922年 - 2003年、日本近現代史・政治史・軍事史）
- 洞富雄（ほら とみお、1906年 - 2000年、日本近世史・日本近現代史）
- 三浦周行（みうら しゅうこう、1871年 - 1931年、日本中世史）
- 三宅米吉（みやけ よねきち、1860年 - 1929年、日本古代史）
- 宮地佐一郎（みやじ さいちろう、1924年 - 2005年、日本近世史）
- 宮本又次（みやもと またじ、1907年 - 1991年、日本経済史・近世商業史）
- 村尾次郎（むらお じろう、1914年 - 2006年、日本古代史）
- 森嘉兵衛（もり かへえ、1903年 - 1981年、日本近世経済史）
- 山路愛山（やまじ あいざん、1864年 - 1917年、伝記・史論）
- 山田忠雄（やまだ ただお、1916年 - 1996年、日本語史・日本辞書史）
- 山田俊雄（やまだ としお、1922年 - 2005年、日本語史）
- 山田英雄（やまだ ひでお、1920年 - 2001年、日本古代史）
- 山田孝雄（やまだ よしお、1875年 - 1958年、日本語史・日本語学史・日本思想史）
- 湯沢幸吉郎（ゆざわ こうきちろう、1887年 - 1963年、日本語史）
- 横井時冬（よこい ときふゆ、1860年 - 1906年、日本商業史・工業史）

#### 東洋史
- 安部健夫（あべ たけお、1903年 - 1959年、東洋史）
- 池内宏（いけうち ひろし、1878年 - 1952年、東洋史）
- 岩村忍（いわむら しのぶ、1905年 - 1988年、東洋史）
- 江上波夫（えがみ なみお、1906年 - 2002年、考古学）
- 岡崎文夫（おかざき ふみお、1888年 - 1950年、東洋史）
- 貝塚茂樹（かいづか しげき、1904年 - 1987年、東洋史）
- 加藤繁（かとう しげる/しげし、1880年 - 1946年、東洋史）
- 桑原隲蔵（くわばら じつぞう、1871年 - 1931年、東洋史）
- 佐伯富（さえき とみ、1910年 - 2006年、東洋近世史）
- 幣原坦（しではら たいら/たん、1870年 - 1953年、朝鮮史）
- 島田虔次（しまだ けんじ、1917年 - 2000年、中国思想史）
- 白鳥庫吉（しらとり くらきち、1865年 - 1942年、東洋史）
- 鈴木俊（すずき しゅん、1904年 - 1975年、東洋史）
- 周藤吉之（すどう よしゆき、1906年 - 1990年、中国史）
- 田中正俊（たなか まさとし、1922年 - 2002年、中国史）
- 谷川道雄（たにがわ みちお、1925年 - 2013年、東洋史）
- 田村実造（たむら じつぞう、1904年 - 1999年、東洋史）
- 内藤湖南（ないとう こなん、1866年 - 1934年、東洋史）
- 那珂通世（なか みちよ、1851年 - 1908年、東洋史）
- 中江丑吉（なかえ うしきち、1889年 - 1942年、古代中国政治思想史）
- 那波利貞（なば としさだ、1890年 - 1970年、東洋史）
- 仁井田陞（にいだ のぼる、1904年 - 1966年、中国法制史）
- 西嶋定生（にしじま さだお、1919年 - 1998年、東洋史）
- 西順蔵（にし じゅんぞう、1914年 - 1984年、中国思想史）
- 羽田亨（はねだ とおる、1882年 - 1955年、東洋史）
- 坂野正高（ばんの まさたか、1916年-1985年、中国政治外交史）
- 日比野丈夫（ひびの たけお、1914年 - 2007年、東洋史）
- 藤枝晃（ふじえだ あきら、1911年 - 1998年、東洋史）
- 堀敏一（ほり としかず、1924年 - 2007年、東洋史）
- 前嶋信次（まえじま しんじ、1903年 - 1983年、イスラーム史）
- 増淵龍夫（ますぶち たつお、1916年 - 1983年、中国古代史）
- 松村潤（まつむら じゅん、1924年 - 2021年、明清史・満州族史）
- 三上次男（みかみ つぎお、1907年 - 1987年、東北アジア史）
- 宮崎市定（みやざき いちさだ、1901年 - 1995年、東洋史）
- 護雅夫（もり まさお、1921年 - 1996年、トルコ民族史・内陸アジア史・トルコ学）
- 薮内清（やぶうち きよし、1906年 - 2000年、東洋科学史）
- 山本達郎（やまもと たつろう、1910年 - 2001年、東南アジア史）
- 和田清（わだ せい、1890年 - 1963年、東洋史）
- 山内晋卿（やまのうち しんきょう、1865年 - 1945年、中国仏教史）

#### 西洋史
- 今井登志喜（いまい としき、1886年 - 1950年、西洋史）
- 江口朴郎（えぐち ぼくろう、1911年 - 1989年、西洋近代史）
- 大塚久雄（おおつか ひさお、1907年 - 1996年、近代ヨーロッパ経済史、大塚史学の創始者）
- 大類伸（おおるい のぶる、1884年 - 1975年、西洋中世史）
- 煙山専太郎（けむやま せんたろう、1877年 - 1954年、西洋史）
- 十河佑貞（そごう すけさだ、1899年 - 1989年、ドイツ近世史）
- 渓内謙（たにうち ゆずる、1923年 - 2004年、ロシア史・ソ連史）
- 中屋健一（なかや けんいち、1910年 - 1987年、アメリカ史）
- 西村貞二（にしむら ていじ、1913年 - 2004年）
- 林健太郎（はやし けんたろう、1913年 - 2004年、ドイツ近代史）
- 原随園（はら ずいえん、1894年 - 1984年、西洋史）
- 秀村欣二（ひでむら きんじ、1912年 - 1997年、古代ローマ史）
- 増田四郎（ますだ しろう、1908年 - 1997年、西洋経済史）
- 三笠宮崇仁（みかさのみや たかひと、1915年 - 、古代オリエント史）
- 箕作元八（みつくり げんぱち、1862年 - 1919年、西洋史）
- 村川堅太郎（むらかわ けんたろう、1907年 - 1991年、古代ギリシャ・ローマ史）
- 渡辺金一（わたなべ きんいち、1924年 - 2011年、東ローマ帝国史・古典古代史）

### 昭和以降生まれ

#### 日本史（昭和以降生まれの歴史学者）
- 秋本守英（あきもと もりひで、1931年 - 、日本文章史）
- 浅野豊美（あさの とよみ、1964年 - 、日本政治外交史）
- 網野善彦（あみの よしひこ、1928年 - 2004年、日本社会史）
- 雨宮昭一（あめみや しょういち、1944年 - 、日本政治史）
- 粟屋憲太郎（あわや けんたろう、1944年 - 、日本現代史）
- 家永遵嗣（いえなが じゅんじ、1957年 - 、日本中世史）
- 石井進（いしい すすむ、1931年 - 2001年、日本中世史）
- 石田千尋（いしだ ちひろ、1955年 - 、日本近世史）
- 磯田道史（いそだ みちふみ、1970年 - 、日本近世史・日本近代史・日本社会経済史）
- 伊藤隆（いとう たかし、1932年 - 、日本近現代史）
- 井上勲（いのうえ いさお、1940年 - 、日本近代史）
- 井上章一（いのうえ しょういち、1955年 - 、日本文化史）
- 井上寿一（いのうえ としかず、1956年 - 、日本近現代史・政治外交史）
- 今谷明（いまたに あきら、1942年 - 、日本中世史）
- 今西一（いまにし はじめ、1948年 - 、日本近代史・部落問題）
- 上田正昭（うえだ まさあき、1927年 - 、日本古代史）
- 上野秀治（うえの ひではる、1949年 - 、日本近世史・大名生活史・華族制度史）
- 宇高良哲（うだか よしあき、1942年 - 、日本近世史）
- 上横手雅敬（うわよこて まさたか、1931年 - 、日本中世政治史）
- 遠藤慶太（えんどう けいた、1974年 - 、日本古代史）
- 大江志乃夫（おおえ しのぶ、1928年 - 、日本近現代史）
- 大隅和雄（おおすみ かずお、1932年 - 、日本思想史）
- 太田勝也（おおた かつや、1943年 - 、近世日本史）
- 大津透（おおつ とおる、1960年 - 、日本古代史）
- 岡田登（おかだ のぼる、1952年 - 、日本考古学・日本古代史・神宮史）
- 岡野友彦（おかの ともひこ、1961年 - 、日本中世史・荘園史）
- 大日方純夫（おびなた すみお、1950年 - 、日本近代史）
- 小和田哲男（おわだ てつお、1944年 - 、日本中世史・戦国時代史）
- 勝俣鎮夫（かつまた しずお、1934年 - 、日本中世史）
- 仮屋真（かりや しん、1967年 - 、日本医療福祉史）
- 川添裕（かわぞえ ゆう、1956年 - 、日本文化史・芸能史）
- 神田千里（かんだ ちさと、1949年 - 、日本中世史）
- 木坂順一郎（きさか じゅんいちろう、1931年 - 、日本現代政治史）
- 功刀俊洋（くぬぎ としひろ、1954年 - 、日本近現代史・政治史）
- 黒川高明（くろかわ たかあき、1940年 - 、日本中世政治史・古文書学）
- 黒住眞（くろずみ まこと、1950年 - 、日本思想史）
- 黒田日出男（くろだ ひでお、1943年 - 、日本中世史・絵画史料論・歴史図像学）
- 小池清治（こいけ せいじ、1941年 - 、日本語史）
- 纐纈厚（こうけつ あつし、1951年 - 、日本政治史・軍事史）
- 後藤重巳（ごとう しげみ、1934年 - 、日本近世村落史）
- 小林丈広（こばやし たけひろ、1961年 - 、日本近現代史）
- 小松英雄（こまつ ひでお、1929年 - 、日本語史）
- 小山靖憲（こやま やすのり、1941年 - 2005年、日本中世史）
- 今野真二（こんの しんじ、1958年 - 、日本語史）
- 佐々木潤之介（ささき じゅんのすけ、1929年 - 2004年、日本近世史）
- 笹山晴生（ささやま はるお、1932年 - 、日本古代史）
- 佐藤喜代治（さとう きよじ、1912年 - 2003年、日本語史）
- 佐藤信（さとう まこと、1952年 - 、日本古代史）
- 佐藤能丸（さとう よしまる、1943年 - 、近代文化史・思想史・女性史・大学史）
- 沢山美果子（さわやま みかこ、1951年 - 、近世女性史）
- 七宮涬三（しちのみや けいぞう、1928年 - 2011年、日本中世史）
- 柴田紳一（しばた しんいち、1958年 - 、日本近現代史）
- 季武嘉也（すえたけ よしや、1954年 - 、日本近代政治史）
- 鈴木公雄（すずき きみお、1938年 - 2004年、日本貨幣史）
- 関口裕子（せきぐち ひろこ、1935年 - 2002年、日本古代史・女性史）
- 関幸彦（せき ゆきひこ、1952年 - 、日本中世史）
- 千田嘉博 (せんだ よしひろ、1963年 - 、城郭史)
- 田浦雅徳（たうら まさのり、1953年 - 、日本近現代史）
- 高山倫明（たかやま みちあき、1955年 - 、日本語音韻史）
- 田中彰（たなか あきら、1928年 - 、日本近代史）
- 田中圭一（たなか けいいち、1931年 - 、日本近世史）
- 田中康二（たなか こうじ、1965年 - 、日本近世思想史）
- 田端宏（たばた ひろし、1933年 - 、北海道史・松前藩史）
- 東野治之（とうの はるゆき、1946年 - 、日本古代史）
- 所功（ところ いさお、1941年 - 、日本古代史・法制史）
- 長井純市（ながい じゅんいち、1956年 - 、日本近現代史）
- 中村政則（なかむら まさのり、1935年  - 、日本近現代史）
- 中村粲（なかむら あきら、1934年 - 、日本近代史）
- 成田龍一（なりた りゅういち、1951年  - 、日本近現代史）
- 西田直敏（にしだ なおとし、1931年 - 、日本語史）
- 野村剛史（のむら たかし、1951年 - 、日本語文法史）
- 萩原延壽（はぎわら のぶとし、1926年 - 2001年、日本近代史）
- 秦郁彦（はた いくひこ、1932年 - 、日本近現代史・軍事史）
- 浜田敦（はまだ あつし、1913年 - 1996年、日本語史）
- 濱田浩一郎（はまだ こういちろう、1983年 - 、日本中世史）
- 速水融（はやみ あきら、1929年 - 、日本近世史、歴史人口学）
- 原剛（はら たけし、1937年 - 、軍事史）
- 原秀三郎（はら ひでさぶろう、1934年 - 、日本古代史）
- 坂野潤治（ばんの じゅんじ、1937年 - 、日本近代政治史）
- 平間洋一（ひらま よういち、1933年 - 、日本近代外交史・軍事史）
- 平山優（ひらやま まさる、1964年 - 、日本中世史・近世史）
- 福田千鶴（ふくだ ちづる、1961年 - 、日本近世政治史・史料学）
- 福地惇（ふくち あつし、1945年 - 、近代日本史）
- 藤田覚（ふじた さとる、1946年 - 、日本近世史）
- 古田武彦（ふるた たけひこ、1926年 - 、日本思想史・日本古代史）
- 古田東朔（ふるた とうさく、1925年 - 、日本語学史）
- 松浦光修（まつうら みつのぶ、1959年 - 、日本思想史）
- 松尾尊兊（まつお たかよし、1929年 - 、日本近現代史・大正デモクラシー研究）
- 松尾正人（まつお まさと、1948年 - 、日本近代史）
- 松岡司（まつおか まもる、1943年 - 、日本近代史）
- 松永昌三（まつなが しょうぞう、1932年 - 、日本近代思想史）
- 水谷千秋（みずたに ちあき、1962年 - 、日本古代史）
- 三谷太一郎（みたに たいちろう、1936年 - 、日本近代政治史）
- 三谷博（みたに ひろし、1950年 - 、日本近代史）
- 宮崎克則（みやざき かつのり、1959年 - 、日本近世史・民衆史）
- 村井章介（むらい しょうすけ、1949年 - 、日本中世史）
- 村川浩平（むらかわ こうへい、1968年 - 、日本近世史）
- 森公章（もり きみゆき、1958年 - 、日本古代史）
- 安岡昭男（やすおか あきお、1927年 - 、日本近現代史）
- 山田朗（やまだ あきら、1956年 - 、日本近代史）
- 山室恭子（やまむろ きょうこ、1956年 - 、日本近世史）
- 山本博文（やまもと ひろふみ、1957年 - 、日本近世史）
- 義江彰夫（よしえ あきお、1943年 - 、日本中世史）
- 吉田伸之（よしだ のぶゆき、1947年 - 、日本近世史）
- 吉田裕（よしだ ゆたか、1954年 - 、日本近現代史）
- 吉見義明（よしみ よしあき、1946年 - 、日本近現代史）
- 米谷匡史（よねたに まさふみ、1967年 - 、日本思想史）
- 渡辺寛（わたなべ かん、1943年 - 、日本古代史）
- 渡邊大門（わたなべ だいもん、1967年 - 、日本中世史）

#### 東洋史（昭和以降生まれの歴史学者）
- 新井政美（あらい まさみ、1953年 - 、トルコ近代史）
- 荒川正晴（あらかわ まさはる、1955年 - 、中央アジア史・中国史）
- 粟屋利江（あわや としえ、1957年 - 、南アジア史）
- 生田滋（いくた しげる、1935年 - 、東南アジア史）
- 石井米雄（いしい よねお、1929年 - 、東南アジア史）
- 稲葉一郎（いなばいちろう、東洋史学思想史）
- 井上久士（いのうえ ひさし、1950年 - 、中国近現代史・日中関係史）
- 上田信（うえだ まこと、1957年 - 、中国社会史）
- 臼井佐知子（うすい さちこ、1949年4月 - 、中国史）
- 梅村担（うめむら ひろし、1946年 - 、中央ユーラシア史〈内陸アジア史〉・ウイグル民族史）
- 大橋一章（おおはし かずあき、1942年 - 、東洋美術史・日本美術史）
- 尾形勇（おがた いさむ、1938年 - 、中国史）
- 岡田英弘（おかだ ひでひろ、1931年 - 2017年、満洲史・モンゴル史・中国史・日本古代史）
- 岡本隆司（おかもと たかし、1965年 - 、中国近代史）
- 笠原十九司（かさはら とくし、1944年 - 、中国近現代史）
- 片山章雄（英語版）（かたやま あきお、1957年 - 、内陸アジア史）
- 辛島昇（からしま のぼる、1933年 - 、南アジア史）
- 貴志俊彦（きし としひこ、1959年 - 、東アジア史）
- 岸本美緒（きしもと みお、1952年 - 、中国史）
- 北村稔（きたむら みのる、1948年 - 、中国近現代史）
- 久保亨（くぼ とおる、1953年 - 、中国近現代史）
- 倉沢愛子（くらさわ あいこ、1946年 - 、インドネシア史）
- 黒田明伸（くろだ あきのぶ、1958年 - 、中国経済史・貨幣史）
- 小島晋治（こじま しんじ、1928年 - 、中国近代史）
- 小玉新次郎（こだま しんじろう、1927年 - 、西アジア古代史）
- 後藤明（ごとう あきら、1941年 - 2022年、イスラーム史）
- 小林登志子（こばやし としこ、1949年 - 、古代オリエント史）
- 小松久男（こまつ ひさお、1951年 - 、中央アジア史）
- 坂元ひろ子（さかもと ひろこ、1950年 - 2023年、近現代中国思想文化史）
- 桜井由躬雄（さくらお ゆみお、1945年 - 、東南アジア史）
- 佐藤公彦（さとう きみひこ、1949年 - 、中国近現代史）
- 佐藤次高（さとう つぎたか、1942年 - 2011年、アラブ・イスラーム史）
- 蔀勇造（しとみ ゆうぞう、1946年 - 、アラビア史（先イスラーム期）・古代インド洋交易史）
- 斯波義信（しば よしのぶ、1930年10月20日 - 、中国史）
- 杉山正明（すぎやま まさあき、1952年 - 、中央ユーラシア史・モンゴル時代史）
- 田中俊明（たなか としあき、1952年 - 、朝鮮古代史）
- 丹喬二（たん きょうじ、1937年 - 、中国宋代史）
- 竺沙雅章（ちくさ まさあき、1930年 - 、中国近世史）
- 礪波護（となみ まもる、1937年 - 、中国中世史）
- 内藤雅雄（ないとう まさお、1940年12月24日 - 、インド史）
- 長澤和俊（ながさわ かずとし、1928年 - 、シルクロード史）
- 永田雄三（ながた ゆうぞう、1939年 - 、トルコ史）
- 永積昭（ながづみ あきら、1929年1月20日 - 1987年7月10日、東南アジア史）
- 中村平治（なかむら へいじ、1931年8月 - 、インド史）
- 並木頼寿（なみき よりひさ、1948年 - 2009年、中国近代史・中国史）
- 二木博史（ふたき ひろし、1951年 - 、モンゴル史）
- 羽田正（はねだ まさし、1953年 - 、イスラーム史）
- 濱下武志（はました たけし、1943年 - 、東アジア近代史）
- 林佳世子（はやし かよこ、1958年 - 、オスマン帝国史）
- 平野聡（ひらの さとし、1970年 - 、中国近代史・チベット近代史）
- 藤井毅（ふじい たけし、1955年 - 、南アジア現代史）
- 夫馬進（ふま すすむ、1948年 - 、中国近世社会史）
- 古田元夫（ふるた もとお、1949年 - 、ベトナム史）
- 松重充浩（まつしげ みつひろ、1960年- 、中国近現代史）
- 丸川哲史（まるかわ てつし、1963年 - 、台湾史）
- 水島司（みずしま つかさ、1952年 - 、南アジア史）
- 溝口雄三（みぞぐち ゆうぞう、1932年 - 、中国思想史）
- 村田雄二郎（むらた ゆうじろう、1957年 - 、中国近代史）
- 森安孝夫（もりやす たかお、1948年 - 、中央ユーラシア史）
- 家島彦一（やじま ひこいち、1939年 - 、イスラーム史）
- 山内昌之（やまうち まさゆき 1947年 - 、イスラーム史）
- 山田勝芳（やまだ かつよし、1944年9月 - 、中国古代史）
- 山田慶児（やまだ けいじ、1932年 - 、東洋科学史）
- 六反田豊（ろくたんだ ゆたか、1962年 - 、朝鮮中世・近世史）
- 湯川武（ゆかわ たけし、1941年 - 2014年、中世イスラーム史）
- 吉川忠夫（よしかわ ただお、1937年 - 、中国中世史）
- 吉澤誠一郎（よしざわ せいいちろう、1968年 - 、中国近代史）

#### 西洋史（昭和以降生まれの歴史学者）
- 秋田茂（あきた しげる 1958年 - 、イギリス史）
- 浅羽良昌（あさば よしまさ、1946年 - 、アメリカ経済史）
- 阿部謹也（あべ きんや、1935年 - 2006年、ドイツ中世史）
- 有賀夏紀（あるが なつき、1944年 - 、アメリカ社会史）
- 池上俊一（いけがみ しゅんいち、1956年 - 、西洋中世史）
- 石井規衛（いしい のりえ、1948年 - 、ロシア現代史）
- 石田勇治（いしだ ゆうじ、1957年 - 、ドイツ現代史）
- 伊藤貞夫（いとう さだお、1933年 - 、古代ギリシャ史）
- 伊東孝之（いとう たかゆき、1941年 - 、ポーランド現代史、ドイツ現代史）
- 井上浩一（いのうえ こういち、1947年 - 、ビザンツ帝国史）
- 井上雅夫（いのうえ まさお、1946年 - 、中世ドイツ史）
- 井野瀬久美惠（いのせ くみえ、1958年 - 、イギリス近代史）
- 今井宏（いまい ひろし、1930年 - 2002年、イギリス近代史）
- 江村洋（えむら ひろし、1941年 - 、ハプスブルク帝国史）
- 大久保桂子（おおくぼ けいこ、1955年 - ）
- 大津留厚（おおつる あつし、1952年 - 、ハプスブルク帝国史・オーストリア近現代史）
- 大西晴樹（おおにし はるき、1953年 - 、イギリス社会経済史）
- 梶川伸一（かじかわ しんいち、1949年 - 、ロシア史）
- 樺山紘一（かばやま こういち、1941年 - ）
- 川北稔（かわきた みのる、1940年 - 、イギリス史）
- 河原温（かわはら あつし、1957年 - 、ヨーロッパ中世史）
- 木畑洋一（きばた よういち、1946年 - 、イギリス現代史）
- 北原敦（きたはら あつし、1937年 - 、イタリア現代史）
- 北村暁夫（きたむら あけお、1959年 - 、イタリア史）
- 城戸毅（きど たけし、1935年 - 、イギリス中世史）
- 紀平英作（きひら えいさく、1946年 - 、アメリカ現代史）
- 木村尚三郎（きむら しょうさぶろう、1930年 - 2006年、中世フランス史）
- 木村靖二（きむら せいじ、1943年 - 、ドイツ史）
- 喜安朗（きやす あきら、1931年 - 、フランス近代史）
- 金七紀男（きんしち のりお、1940年 - 、ポルトガル史）
- 工藤光一（くどう こういち、1958年- 、フランス近代史）
- 熊野聰（くまの さとる、1940年2月 - 、北欧中世史）
- 栗生澤猛夫（くりうざわ たけお、1944年 - 、ロシア史）
- 小菅信子（こすげ のぶこ、1960年 - 、近現代史）
- 後藤春美（ごとう はるみ、1960年 - 、イギリス現代史・日英関係史）
- 近藤和彦（こんどう かずひこ、1947年 - ）
- 斉藤孝（さいとう たかし、1928年 - 、スペイン近現代史・国際関係史）
- 坂井榮八郎（さかい えいはちろう、1935年 - 、ドイツ史）
- 桜井万里子（さくらい まりこ、1943年 - 、古代ギリシア史）
- 佐々木孝弘（ささき たかひろ、1954年 - 、アメリカ史）
- 佐藤彰一（さとう しょういち、1945年 - 、フランス中世史）
- 佐原徹哉（さはら てつや、1963年 - 、バルカン近現代史）
- 塩川伸明（しおかわ のぶあき、1948年 - 、ソ連史・ロシア史）
- 篠原琢（しのはら たく、1964年 - 、チェコ近代史）
- 芝健介（しば けんすけ、1947年 - 、ドイツ現代史）
- 柴宜弘（しば のぶひろ、1946年 - 、バルカン近現代史）
- 柴田三千雄（しばた みちお、1926年 - ）
- 柴野均（しばの ひとし、1948年 - 、イタリア史）
- 清水廣一郎（しみず こういちろう、1935年 - 1988年、イタリア史）
- 尚樹啓太郎（しょうじゅ けいたろう、1927年 - 2010年、東ローマ帝国史）
- 新川健三郎（しんかわ けんざぶろう、1937年 - 、アメリカ史）
- 鈴木茂（すずき しげる、1956年 - 、ブラジル史）
- 高山博（たかやま ひろし、1956年 - 、西洋中世史）
- 武田龍夫（たけだたつお、1928年 - 、北欧史）
- 立石博高（たていし ひろたか、1951年 - 、スペイン近代史）
- 谷川稔（たにがわ みのる、1946年 - 、フランス近代史）
- 遅塚忠躬（ちづか ただみ、1932年 - 、フランス近代史）
- 千葉敏之（ちば としゆき、1967年 - 、ドイツ史）
- 土肥恒之（どい つねゆき、1947年 - 、ロシア史）
- 中井和夫（なかい かずお、1948年 - 、ウクライナ史）
- 長田豊臣（ながた とよおみ、1938年 - 、アメリカ史）
- 成瀬治（なるせ おさむ、1928年 - ）
- 西川正雄（にしかわ まさお、1933年 - 2008年、ドイツ史）
- 西山克典（にしやま かつのり、1951年 - 、ロシア近現代史）
- 二宮宏之（にのみや ひろゆき、1932年 - 2006年、フランス史）
- 能登路雅子（のとじ まさこ、1949年 - 、アメリカ文化史）
- 橋場弦（はしば ゆずる、1961年 - 、古代ギリシャ史）
- 長谷川貴彦（はせがわ たかひこ、1963年 - 、イギリス近現代史）
- 長谷川毅（はせがわ つよし、1941年 - 、ロシア史）
- 原暉之（はら てるゆき、1942年 - 、ロシア極東史）
- 姫岡とし子（ひめおか としこ、1950年 - 、ドイツ社会史・女性史）
- 平野孝（ひらの たかし、1933年 - 1992年、アメリカ史）
- 福井憲彦（ふくい のりひこ、1946年 - 、フランス史）
- 藤沢道郎（ふじさわ みちお、1933年 - 2001年、イタリア史）
- 藤本和貴夫（ふじもと わきお、1938年 - 、ロシア史）
- 堀越孝一（ほりこし こういち、1933年 - 、ヨーロッパ中世史）
- 松里公孝（まつざと きみたか、1960年- 、ロシア・ウクライナ史）
- 松田武（まつだ たけし、1945年 - 、アメリカ外交史）
- 見市雅俊（みいち まさとし、1946年 - 、イギリス史）
- 南塚信吾（みなみづか しんご、1942年 - 、東欧経済史）
- 三宅正樹 (みやけ まさき、1934年 - 、国際政治史）
- 望田幸男（もちだ ゆきお、1931年 - 、ドイツ近現代史）
- 本村凌二（もとむら りょうじ、1947年 - 、古代ローマ史）
- 森谷公俊（もりたに きみとし、1956年 - 、古代ギリシア・マケドニア史）
- 山井敏章（やまい としあき、1954年 - 、ドイツ近代経済史）
- 山本尚志（やまもと たかし、1934年 - 、ドイツ現代史）
- 油井大三郎（ゆい だいざぶろう、1945年- 、アメリカ現代史）
- 和田春樹（わだ はるき、1938年 - 、ソ連史・ロシア史・朝鮮現代史）
- 渡辺和行（わたなべ かずゆき、1952年 - 、フランス現代史）

#### その他（昭和以降生まれの歴史学者）
- 網野徹哉（あみの てつや、1960年 - 、ラテンアメリカ史）
- 伊東俊太郎（いとう しゅんたろう 1929年 - 、科学史）
- 荻野美穂（おぎの みほ、1945年 - 、女性史）
- 加藤博（かとう ひろし、1948年 - 、中東社会経済史）
- 清水透（しみず とおる 1943年 - 、ラテンアメリカ社会史）
- 染田秀藤（そめだ ひでふじ、1944年 - 、ラテンアメリカ史）
- 角山栄（つのやま さかえ、1921年 - 2014年、経済史）
- 永積洋子（ながづみ ようこ、1930年 - 、近世貿易史）
- 保苅実（ほかり みのる 1971年 - 2004年、オーストラリア史、特にオーストラリア先住民史）
- 宮崎正勝（みやざき まさかつ、1942年 - ）

## 中国の歴史家の一覧
- 司馬遷（しば せん、紀元前145年 - 紀元前86年）
- 班固（はん こ、32年 - 92年）
- 陳寿（ちん じゅ、233年 - 297年）
- 劉知幾（りゅう ちき、661年 - 721年）
- 杜佑（と ゆう、733年 - 812年）
- 司馬光（しば こう、1019年 - 1086年）
- 鄭樵（てい しょう、1104年 - 1162年）
- 馬端臨（ば たんりん、1254年 - 1323年）
- 李卓吾（り たくご、1527年 - 1602年）
- 趙翼（ちょう よく、1727年 - 1812年）
- 章学誠（しょう がくせい、1738年 - 1801年）

### 中国（近代以降）の歴史家
- 梁啓超（りょう けいちょう、1873年 - 1929年）
- 陳垣（ちん えん、1880年 - 1971年）
- 陳寅恪（ちん いんかく、1890年 - 1969年）
- 胡適（こ せき、1891年 - 1962年）
- 郭沫若（かく まつじゃく、1892年 - 1978年）

## ギリシャ・ローマ時代の歴史家の一覧
- ヘロドトス（Herodotos ラテン語ほかでは Herodotus、紀元前485年ごろ - 紀元前420年ごろ）
- トゥキディデス（Thukydides、紀元前460年頃 - 紀元前395年）
- クセノポン（Xenophon、生没年不詳〈紀元前5世紀末 - 4世紀初頭〉）
- ポリュビオス（Polybios、紀元前203年 - 120年）
- コルネリウス・ネポス（Cornelius Nepos、紀元前100年頃 - 紀元前25年頃）
- サルスティウス（Sallustius、紀元前86年 - 紀元前34年頃）
- フラウィウス・ヨセフス（Flavius Josephus,紀元後35年？- 100年）
- タキトゥス（Tacitus、紀元後55年 - 120年）
- スエトニウス（Suetonius、紀元後2世紀初頭）
- カッシウス・ディオ（Cassius Dio Cocceianus、155年 - 229年以後）
- エウセビオス（Eusebios、263年頃 - 339年5月30日）
- マルケリヌス・アンミアヌス（Marcellinus Ammianus、325年/330年 - 391年以後）

## イスラム圏の歴史家の一覧
- イブン・クタイバ（828年 - 889年）
- バラーズリー（? - 892年）
- ディーナワリー（? - 895年頃） イラン系
- ヤアクービー（? - 897年）
- タバリー（838年 - 923年） イラン系
- マスウーディ（896年 - 956年） シーア派十二イマーム派
- ハムザ・イスファハーニー（英語版）（10世紀）
- イブン・ハウカル（英語版）（10世紀）
- アブー・ライハーン・アル・ビールーニー（973年 - 1048年） イラン系
- サアーリビー（961年 - 1038年頃）
- ミスカワイフ（? - 1030年頃） イラン系
- イブン・アスィール（1160年 - 1233年）
- アラーウッディーン・アターマリク・ジュヴァイニー（1226年 - 1283年）
- ラシードゥッディーン（Rashīd al-Dīn、1247年 - 1318年）
- イブン・ハルドゥーン（Ibn Khaldun、1332年5月27日 - 1406年3月17日）
- マクリーズィー（1364年 - 1442年）
- イブン・イヤース（英語版）（1448年6月10日 - 1524年）
- キャーティプ・チェレビー（Kâtip Çelebi、1609年 - 1657年）
- アル・ジャバルティー（al-Jabarti、1754年 - 1825年〈生没年に諸説あり〉）

## 西洋の歴史家の一覧

### 西洋（中世・近代以前）の歴史家の一覧
- プロコピオス
- トゥールのグレゴリウス（Gregorius Turonensis、538年 - 594年11月17日）
- ベーダ（Beda, Bade, Bæda、673年 - 735年5月26日）
- ミカエル・プセルロス（Michael Psellos, Μιχαήλ Ψελλός、）
- アンナ・コムネナ（Anna Komnena, Άννα Κομνηνή、1084年 - 1148年）
- ニケタス・コニアテス（Nikētas Choniátēs, Νικήτας Χωνιάτης、1150年 - 1213年）
- ジョフロワ・ド・ヴィルアルドゥアン（Geoffroi de Villehardouin、1150年頃 - 1218年頃）
- ジョヴァンニ・ヴィッラーニ（Giovanni Villani、1280年頃 - 1348年）
- フラ・パオロ・サルピ（Fra Paolo Sarpi、1552年8月14日 - 1623年1月7日）

### 西洋（近代以降）の歴史家の一覧
A
- ジョン・E・アクトン（John Emerich Edward Dalberg-Acton, 1st Baron Acton、1834年1月10日 - 1902年6月19日）
- ペリー・アンダーソン（Perry Anderson、1938年 - ）
- クリストファー・アンドルー（Christopher Maurice Andrew、1941年 - 、国際関係史）
- デイヴィッド・アーミテイジ（David Armitage、1965年 - 、近代イギリス史・政治思想史）

B
- サロー・ウィットメイア・バロン（Salo Wittmayer Baron、1895年5月26日 - 1989年11月15日）
- バラク・クシュナー（Barak Kushner、1968年 - ）
- ジェフリー・バラクロウ（Geoffrey Barraclough、1908年 - 1984年）
- アウグスト・ベック（August BoeckhまたはBöckh、1785年 - 1867年、古代ギリシア経済史）
- マックス・ベア（Max Beer、1864年 - 1943年）
- マーティン・バナール（Martin Bernal、1937年 - 2013年、古代オリエント史・古代中国政治史）
- エルンスト・ベルンハイム（Ernst Bernheim、1850年 - 1942年）
- ワシーリィ・バルトリド（Vasilii Vladimirovich Bartol'd, Василий Владимирович Бартольд、1869年 - 1930年、中央ユーラシア史）
- ジェレミー・ブラック（Jeremy Black、1955年 - ）
- マルク・ブロック（Marc Léopold Benjamin Bloch、1886年7月6日 - 1944年6月16日）
- フィリップ・ボビット（Philip Chase Bobbitt、1948年7月22日 - ）
- フェルナン・ブローデル（Fernand Braudel、1902年8月24日 - 1985年11月27日）
- ロバート・ブレナー（Robert Paul Brenner、1943年 - ）
- ジェームズ・ブライス（James Bryce、1838年5月10日 - 1922年）
- ヤーコプ・ブルクハルト（Jakob Burekhardt、1818年 - 1897年）
- ピーター・バーク（Peter Burke、1937年 - 、ルネサンス期イタリア史・ヨーロッパ文化史）
- ハーバート・バターフィールド（Herbert Butterfield、1900年10月7日 - 1979年7月20日）

C
- デイヴィッド・キャナダイン（David Cannadine、1950年 - 、イギリス近代史）
- トーマス・カーライル（Thomas Carlyle、1795年 - 1881年、ヨーロッパ史）
- E・H・カー（E. H. Carr [Edward Hallett Carr]、1892年 - 1982年、ソ連史）
- アルフレッド・チャンドラー（Alfred DuPont Chandler, Jr.、1918年 - 2007年）
- Pierre François Xavier de Charlevoix（英語版）（1682年 - 1761年）
- ポール・コーエン（Paul A. Cohen、1934年 - 、中国近現代史専攻）
- リンダ・コリー（Linda Colley、1949年 - 、イギリス近代史）
- ロバート・コンクエスト（Robert Conquest、1917年 - 、ソ連史）
- アラン・コルバン（Alain Corbin、1936年 - 、近現代フランス史・心性史）
- ゴードン・クレイグ（Gordon Alexander Craig、1913年 - 2005年、ドイツ政治外交史・ヨーロッパ外交史）
- アルフレッド・クロスビー（Alfred W. Crosby、1931年 - 、アメリカ史）
- チェルヌシュ・シャーンドル（Csernus Sándor、Sándor Csernus、1950年 - 、ヨーロッパ中世史）

D
- ロバート・ダレック（Robert Dallek、1934年 - ）
- ノーマン・デイヴィス（Norman Davies、1939年 - ）
- R・W・デイヴィス（Robert William Daives、1925年 - ）
- アイザック・ドイッチャー（Isaac Deutscher、1907年 - 1967年）
- ジョン・ダワー（John W. Dower、1938年 - ）
- ヨハン・グスタフ・ドロイゼン（Johann Gustav Droysen、1808年 - 1884年）

F
- ニーアル・ファーガソン（Niall Ferguson、1964年 - ）
- モーゼス・フィンリー（Sir Moses I. Finley、1912年 - 1986年）
- フリッツ・フィッシャー（Fritz Fischer、1908年 - 1999年）

G
- ジョン・ルイス・ギャディス（John Lewis Gaddis、1941年 - 、冷戦史・アメリカ外交史）
- ピエトロ・ジャンノーネ（Pietro Gannone、1676年 - 1748年）
- ロイド・ガードナー（Lloyd C. Gardner、1934年 - ）
- ティモシー・ガートン・アッシュ（Timothy Garton Ash、1955年 - ）
- エドワード・ギボン（Edward Gibbon、1737年 - 1794年）
- カルロ・ギンズブルグ（Carlo Ginzburg、1939年 - ）
- ジョージ・ピーボディ・グーチ（George Peabody Gooch、1873年10月21日 - 1968年8月31日）
- アンドルー・ゴードン（Andrew Gordon、1952年 - ）
- ガブリエル・ゴロデツキー（Gabriel Gorodetsky、1945年5月13日 - ）
- ジョン・リチャード・グリーン（John Richard Green、1837年 - 1883年）
- フランソワ・ギゾー（François Pierre Guillaume Guizot、1787年 - 1874年）
- ハーバート・ガットマン（Herbert Gutman、1928年 - 1985年）

H
- ハリー・ハルトゥーニアン（Harry D. Harootunian、1929年 - ）
- ジョナサン・ハスラム（Jonathan Haslam）
- フリッツ・ハイヘルハイム（Fritz M. Heichelheim、1901年 - 1968年）
- ジュディス・ヘリン（Judith Herrin、1942年 - ）
- ラウル・ヒルバーグ（Raul Hilberg、1926年 - 2007年）
- クリストファー・ヒル（Christopher Hill、1912年 - 2003年2月24日）
- ハリー・ヒンズリー（Francis Harry Hinsley、1918年11月26日 - 1998年2月16日）
- エリック・ホブズボーム（Eric J. Hobsbawm、1917年6月9日 - ）
- リチャード・ホフスタッター（Richard Hofstadter、1916年8月6日 - 1970年10月24日）
- イシュトファン・ホント（István Hont、1947年4月15日 - 2013年3月29日、経済思想史・政治思想史）
- A・G・ホプキンズ（Anthony G. Hopkins、1938年2月21日 - ）
- マイケル・ハワード（Sir Michael Eliot Howard、1922年 - ）
- ヨハン・ホイジンガ (Johan Huizinga、1872年 - 1945年）
- リン・ハント（Lynn Avery Hunt、1945年 - 、フランス革命史、ヨーロッパ文化史）

J
- ポール・ジョンソン（Paul Johnson、1928年 - ）
- ジェームズ・ジョル（James Joll、1918年 - 1994年7月12日）
- トニー・ジャット（Tony Judt、1948年 - 2010年）

K
- エルンスト・カントーロヴィチ（Ernst Hartwig Kantorowicz,、1895年 - 1963年）
- ポール・ケネディ（Paul M. Kennedy、1945年 - ）
- チャールズ・キンドルバーガー（Charles Porr Kindleberger、1910年 - 2003年7月7日）
- ヴァシリー・クリュチェフスキー（Vasilii Osipovich Klyuchevskii、1841年1月28日 - 1911年5月25日）
- ガブリエル・コルコ（Gabriel Kolko、1932年 - ）

L
- ウォルター・ラフィーバー（Walter LaFeber、1933年 - ）
- カール・ゴットハルト・ランプレヒト（英語版）（Karl Gotthard Lamprecht、1856年 - 1915年）
- ウォルター・ラカー（Walter Zeev Laqueur、1921年 - ）
- ジャック・ル・ゴフ（Jacques Le Goff、1924年1月1日 - ）
- ジョルジュ・ルフェーヴル（Georges Lefebvre、1874年 - 1959年）
- メルヴィン・レフラー（Melvyn P. Leffler、1945年 - ）
- バーナード・ルイス（Bernard Lewis、1916年5月31日 - ）
- ベイジル・リデル＝ハート（Sir Basil Henry Liddell-Hart、1895年10月31日 - 1970年1月29日、軍事史）
- ドミニク・リーベン（Dominic Cristoph Bogdan Lieven、1952年 - ）
- ゲイル・ルンデスタッド（Geir Lundestad、1945年 - ）

M
- チャールズ・メイヤー（Charles S. Maier、1939年 - ）
- マーティン・メイリア（Martin Edward Malia、1924年 - 2004年）
- ヴォイチェフ・マストニー（Vojtech Mastny、1936年 - ）
- アーノ・マイヤー（Arno Joseph Mayer、1926年 - ）
- ガヴァン・マコーマック（Gavan McCormack、1937年 - 、東アジア現代史）
- トーマス・J・マコーミック（Thomas J. McCormick、1933年 - 、アメリカ外交史）
- ウィリアム・ハーディー・マクニール（William Hardy McNeill、1917年 - ）
- ロイ・メドヴェージェフ（Roy Aleksandrovich Medvedev, Рой Александрович Медведев、1925年 - ）
- フリードリヒ・マイネッケ（Friedrich Meinecke、1862年10月30日 - 1954年2月6日）
- ジュール・ミシュレ（Jules Michelet、1798年8月21日 - 1874年2月9日、フランス史）
- テオドール・モムゼン（Theodor Mommsen、1817年11月30日 - 1903年11月1日）
- ジョージ・モッセ（George Lachmann Mosse、1918年9月16日 - 1999年1月22日）

N
- ノーマン・ナイマーク（Norman M. Naimark、1944年 - ）
- ルイス・バーンスタイン・ネイミア（Lewis Bernstein Namier、1888年6月27日 - 1960年8月19日）
- バルトホルト・ゲオルク・ニーブール（Barthold Georg Niebuhr、1776年 - 1831年）
- イアン・ニッシュ（Ian Hill Nish、1926年 - ）

P
- フランティシェク・パラツキー（František Palacký、1798年 - 1876年）
- ジェフリー・パーカー（Noel Geoffrey Parker、1943年 - ）
- リチャード・パイプス（Richard Pipes、1923年7月1日 - ）
- アンリ・ピレンヌ（Henri Pirenne、1862年 - 1935年）
- J・G・A・ポーコック（John Greville Agard Pocock、1924年 - 2023年、共和主義史・政治思想史）
- ミハイル・ポクロフスキー（Mikhail Nikolayevich Pokrovsky、1868年 - 1932年)
- ケネス・ポメランツ（Kenneth L. Pomeranz、1958年 - ）
- ケネス・パイル（Kenneth B. Pyle、1936年 - ）

R
- レオポルト・フォン・ランケ（Leopold von Ranke、1795年 - 1886年、近代歴史学の祖）
- フリードリヒ・フォン・ラウマ－（英語版）（Friedrich von Raumer、1781年 - 1873年）
- アンソニー・リード（Anthony Reid、1939年 - 、東南アジア史）
- エドウィン・O・ライシャワー（Edwin Oldfather Reischauer、1910年10月15日 - 1990年9月1日、日本史・東洋史）
- デイヴィッド・レイノルズ（David J. Reynolds、1952年 - ）
- ウィルヘルム・ハインリヒ・リール（Wilhelm Heinrich Riehl、1823年 - 1897年)
- ジェフリー・ロバーツ（Geoffrey Roberts、1952年 - ）
- ジョン・ホランド・ローズ（John Holland Rose、1855年 - 1942年）
- ミハイル・ロストフツェフ（Michael Rostovtseff、1870年 - 1952年）
- スティーヴン・ランシマン（Steven Runciman、1903年 - 2000年、『十字軍史』著者）
- コンラッド・ラッセル伯爵（英語版）（Conrad Russell, 5th Earl Russell、1937年 - 2004年）

S
- マイケル・シャラー（Michael Schaller、1947年 - ）
- フリードリヒ・フォン・シラー（Johann Christoph Friedrich von Schiller、1759年11月10日 - 1805年5月9日）
- アーサー・シュレジンジャー（Arthur Meier Schlesinger, Jr.、1917年10月15日 - 2007年2月28日）
- ポール・シュローダー（Paul W. Schroeder、1927年 - 2020年、近代ヨーロッパ外交史）
- ジョン・ロバート・シーリー（Sir John Robert Seeley、1834年 - 1895年）
- ジョン・セルデン（John Selden、1584年 - 1654年）
- ロバート・サーヴィス（Robert John Service、1947年10月29日 - ）
- レズリー・スティーヴン（Leslie Stephen、1832年 - 1904年）

T
- A・J・P・テイラー（A. J. P. Taylor、1906年3月25日 - 1990年9月7日）
- エドワード・パルマー・トムスン（Edward Palmer Thompson、1924年2月3日 - 1993年8月28日）
- アーノルド・トインビー（Arnold Toynbee、1852年 - 1883年）
- アーノルド・J・トインビー（Arnold Joseph Toynbee、1889年 - 1975年）
- クリストファー・ソーン（Christopher Thorne、1934年 - 1992年）
- マリア・トドロヴァ（Maria Nikolaeva Todorova、1949年 - ）
- ハインリヒ・フォン・トライチュケ（Heinrich von Treitschke、1834年 - 1896年）
- ヒュー・トレヴァ＝ローパー（Hugh Trevor Roper、1914年 - 2003年1月26日）

U
- アダム・ウラム（Adam Bruno Ulam、1922年 - 2000年3月28日）

V
- ドミトリー・ヴォルコゴーノフ（Dmitri Antonovich Volkogonov, Дмитрий Антонович Волкогонов、1928年 - 1995年）

W
- ドナルド・キャメロン・ワット（Donald Cameron Watt、1928年 - ）
- オッド・アルネ・ウェスタッド（Odd Arne Westad、1960年1月5日 - ）
- ウィリアム・A・ウィリアムズ（William Appleman Williams、1921年 - 1990年）
- クリスチャン・ワース（Christian Wirth、デジタル・アート史）

Y
- ヘンリー・ユール（Henry Yule、1820年 - 1889年）

Z
- ハワード・ジン（Howard Zinn, 1922年 - 2010年）